# Beiaarden en Torenuurwerken Michiels
Beiaarden en Torenuurwerken Michiels (ook bekend als Huis Michiels) is een historisch atelier voor torenuurwerken en beiaarden, gelegen in Mechelen. 

## Geschiedenis
De geschiedenis van het familiebedrijf gaat terug tot 1860 toen de broers Edward en Louis Michiels een manier bedachten om met behulp van elektriciteit torenuurwerken synchroon te laten lopen met het moederuurwerk. Dit resulteerde in de uitvinding van het machientje een voor die tijd revolutionair systeem. Het door hun bedachte systeem is nog steeds in gebruik in de Sint-Romboutstoren. De uitvinding betekende het begin voor het succes voor de latere torenuurwerkmakerij.
In 1890 kocht Edward Michels, die ook bedreven was in het klokgieten, het herenhuis De Clippel (ook bekend als Huis Keizerin) op de korenmarkt in Mechelen en bouwde het toenmalige koetshuis om tot zijn atelier. In 1914 tijdens de Eerste Wereldoorlog werd het atelier verwoest en vervangen waarbij de oorspronkelijke installaties van de torenuurwerkmakerij bewaard zijn gebleven. Sinds 2019 wordt de torenuurwerkmakerij beschouwd als bouwkundig erfgoed. 
In de loop der jaren heeft het atelier wereldwijd diverse torenuurwerken en beiaarden geplaatst, o.a in de Verenigde Staten, Cuba, Syrië, Frankrijk en Schotland.